# La Petaca
La Petaca är en ort i Mexiko.   Den ligger i kommunen Cuajinicuilapa och delstaten Guerrero, i den sydöstra delen av landet, 300 km söder om huvudstaden Mexico City. La Petaca ligger 25 meter över havet och antalet invånare är 495.
Terrängen runt La Petaca är platt. Runt La Petaca är det glesbefolkat, med 8 invånare per kvadratkilometer. Närmaste större samhälle är Cuajinicuilapa de Santa Maria, 12,5 km sydost om La Petaca. Omgivningarna runt La Petaca är en mosaik av jordbruksmark och naturlig växtlighet.